# Маттиас Медичи
Матти́ас Ме́дичи (итал. Mattias de Medici; 9 мая 1613, Флоренция, Великое герцогство Тосканское — 11 октября 1667, Сиена, Великое герцогство Тосканское) — принц из дома Медичи, сын Козимо II, великого герцога Тосканского. Участник Тридцатилетней войны и войны за Кастро. Фельдмаршал Имперской армии. Правитель Сиены в 1629—1667 годах. Меценат. Кавалер чести и преданности Мальтийского ордена.

## Биография

### Семья и ранние годы

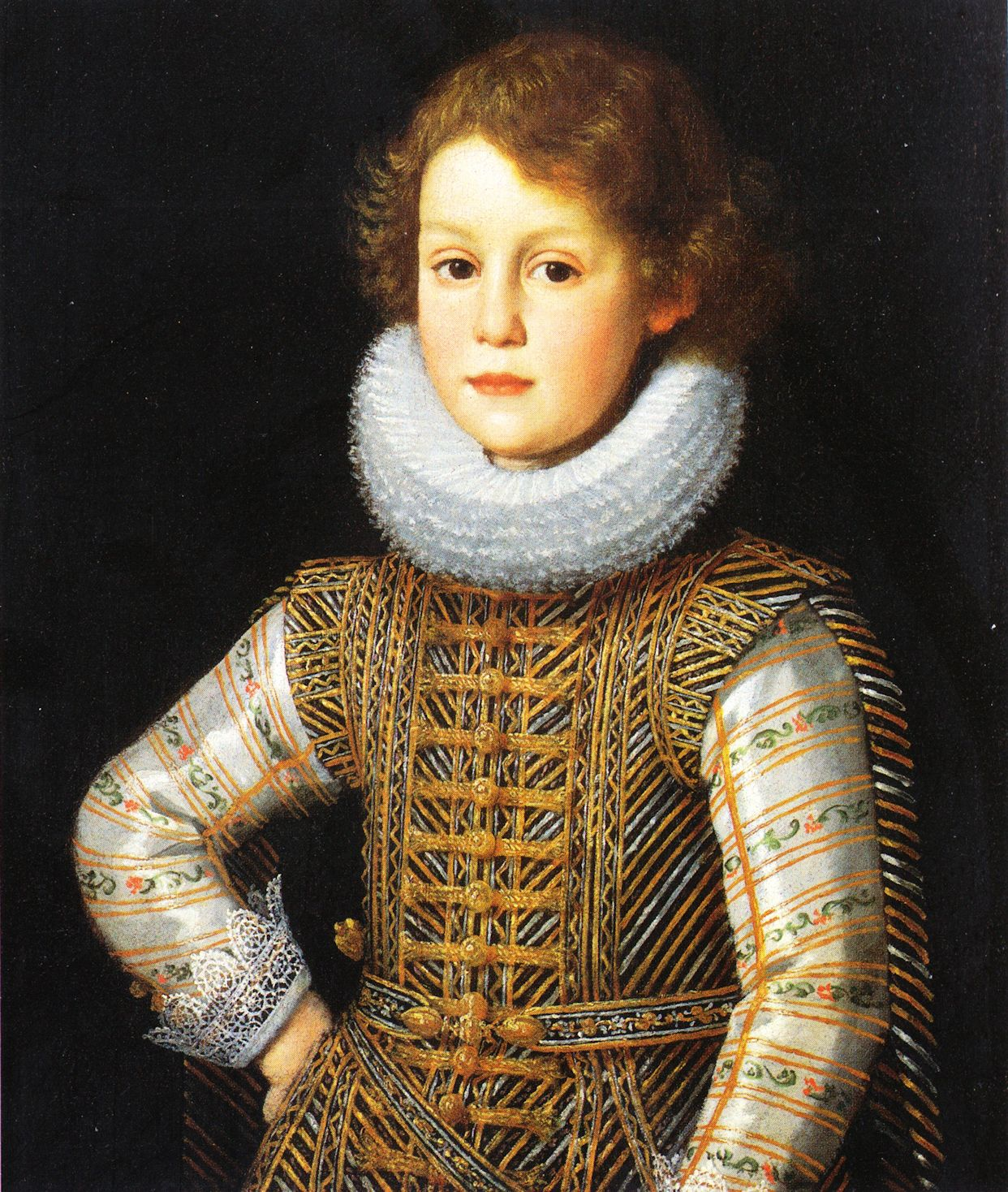
Детский портрет кисти Сустерманса (1620)

Родился 9 мая 1613 года во Флоренции в семье великого герцога Козимо II и великой герцогини Марии Магдалины, урождённой австрийской эрцгерцогини из дома Габсбургов. По отцовской линии приходился внуком великому герцогу Фердинанду I и великой герцогине Кристине, французской принцессе из Лотарингского дома. По материнской линии был внуком эрцгерцога Карла II, правителя Внутренней Австрии и эрцгерцогини Марии Анны, баварской принцессы из дома Виттельсбахов.
Маттиас рос и воспитывался вместе с младшим братом Франческо. Разница в возрасте между ними составляла всего год. Придворный лекарь и учителя принцев отправляли их матери ежедневные письменные отчёты о состоянии здоровья, успехах в обучении и обо всех событиях в жизни Маттиаса и Франческо. После смерти отца, когда регентами над несовершеннолетним великим герцогом, старшим братом принцев, стали их мать и бабка, учителями Маттиаса и Франческо были назначены люди не имевшие выдающихся знаний, но имевшие благородное происхождение и принадлежавшие к высшим слоям духовенства. Детей воспитывали приверженцами контрреформации и идей абсолютизма. Маттиаса готовили к карьере церковнослужителя. Однако юноша не захотел становится клириком и в шестнадцать лет избрал карьеру военного.
29 мая 1629 года, после смерти вдовствующей герцогини Екатерины, великий герцог назначил младшего брата новым правителем Сиены. Маттиас прибыл в город 27 августа того же года и поселился во дворце на Соборной площади. Перед отбытием из Флоренции мать передала ему письмо, в котором призывала продолжить образование и давала рекомендации относительно поведения и обязанностей губернатора. Маттиас участвовал во всех заседаниях Совета, на котором рассматривались дела и прошения на вверенной ему территории, часто давал публичные аудиенции, посещал церковные богослужения, демонстрируя приверженность католицизму. Он был страстным охотником, увлекался «добродетельной музыкой» и театральными представлениями. В феврале 1630 года по приглашению принца в Сиену из Флоренции прибыли актёры комедии масок. Поведение юного правителя помогло ему завоевать уважение сиенцев.

### Военная карьера
В сентябре 1631 года Маттиас, вместе с Франческо, сопровождал мать к императорскому двору в Вене. Во время его отсутствия Сиеной от имени принца правил младший брат, кардинал Леопольд Медичи. Вдовствующая великая герцогиня представила сыновей их дядьке, императору Фердинанду II. Мария Магдалина старалась обеспечить поступление принцев на службу в Имперскую армию под командование Альбрехта фон Валленштейна. Во время путешествия Маттиас и Франческо продолжали развлекать себя охотой и балами до ноября 1631 года, когда их мать внезапно скончалась в Пассау. Великий герцог Фердинанд II позволил братьям остаться заграницей и выделил под их командование корпус из тысячи всадников и шести тысяч пехотинцев. Весной 1632 года, из-за военных успехов протестантов в Тридцатилетней войне он выделил им сто тысяч скудо и оружие с требованием немедленно отправиться в действующую Имперскую армию и проявить себя в сражениях с протестантами на стороне императора.
В июле 1632 года Маттиас и Франческо направились к театру военных действий. После встречи с императором в Вене, они прибыли в лагерь Имперской армии под Нюрнбергом. 16 ноября 1632 года братья впервые участвовали в сражении — битве при Лютцене, во время которой Маттиас познакомился с земляком-генералом Оттавио Пикколомини. Встретив принцев с воодушевлением, Валленштейн вскоре стал относиться к ним отрицательно. Причиной тому было недовольство генералиссимуса недостаточным участием великого герцогства Тосканского в снабжении Имперской армии. Сначала он отказался предоставить военные звания соответствовавшие происхождению принцев. Затем, желая избавиться от их присутствия в действующей армии, в июле 1633 года совсем отобрал у Маттиаса и Франческо командование над полками. Как считали сами принцы, причиной такого отношения к ним со стороны генералиссимуса было то, что, находясь при императорском дворе, они говорили о возможном предательстве Валленштейна. В феврале 1634 года в письме к великому герцогу братья попросили разрешение покинуть Имперскую армию, опасаясь за свои жизни, если обвинение генералиссимуса в предательстве подтвердятся. Старший брат удовлетворил их просьбу, и в том же месяце они покинули театр военных действий и прибыли в замок Нойштадт.
Весной 1634 года Маттиас вернулся в Имперскую армию под командование Маттиаса Галласа. В мае того же года участвовал в осаде Регенсбурга, во время которой, заразившись чумой, умер его младший брат Франческо. Маттиас, истратившись во время службы в Имперской армии (расходы принца составили более 60 000 скудо), думал вернуться на родину, однако остался под командованием двоюродного брата, венгерского короля Фердинанда, будущего императора Фердинанда III, вместе с которым в сентябре 1634 года участвовал в сражении под Нёрдлингеном. Получив звание генерала имперской артиллерии, некоторое время провёл во Флоренции. Военную кампанию 1635 года начал со встречи с венгерским королём, которая состоялась в Баварии, и получил в командование пехотный полк. В боевые действия вступил в конце августа, одержав победу над армией французского короля между Майнцем и Франкфуртом. Осень провёл в манёврах на территории Пфальца и Лотарингии. В декабре 1635 года разместил полк на зимовку в Вормсе. В это время ему пришлось решать многочисленные проблемы со снабжением и армейским жалованием, так что принц был даже обвинен местными властями в растрате.
В мае 1636 года Маттиас прибыл в ставку главнокомандующего Имперской армией в Шпейере. Он просил подготовить его полк к новой военной кампании, на этот раз против самой Франции, объявившей войну Испании. Полку принца предстояло участвовать во взятии Дижона, однако он понёс большие численные потери во время марша от недостатка в провианте и заболеваний. Маттиас решил вернуться на родину, о чём говорил открыто. В феврале 1637 года новый император Фердинанд III не пригласил принца на собрание генерального штаба в Вене, и в июне того же года Маттиас вернулся во Флоренцию. Но уже 1 июля 1637 года император передал ему патент фельдмаршала Имперской армии, и принц снова поступил на службу. Он был направлен в Померанию, где в декабре 1637 года взял Узедом, Вольгаст и Деммин. И снова проблемы с размещением войск на зимовку и большие личные расходы, которые составили 341 718 флоринов, вынудили его просить об отставке. В 1639 году император позволил принцу покинуть Имперскую армию и вернуться на родину. В апреле того же года, перед обратной дорогой во Флоренцию, Маттиас некоторое время пробыл в Вене из-за проблем со здоровьем.

### Поздние годы

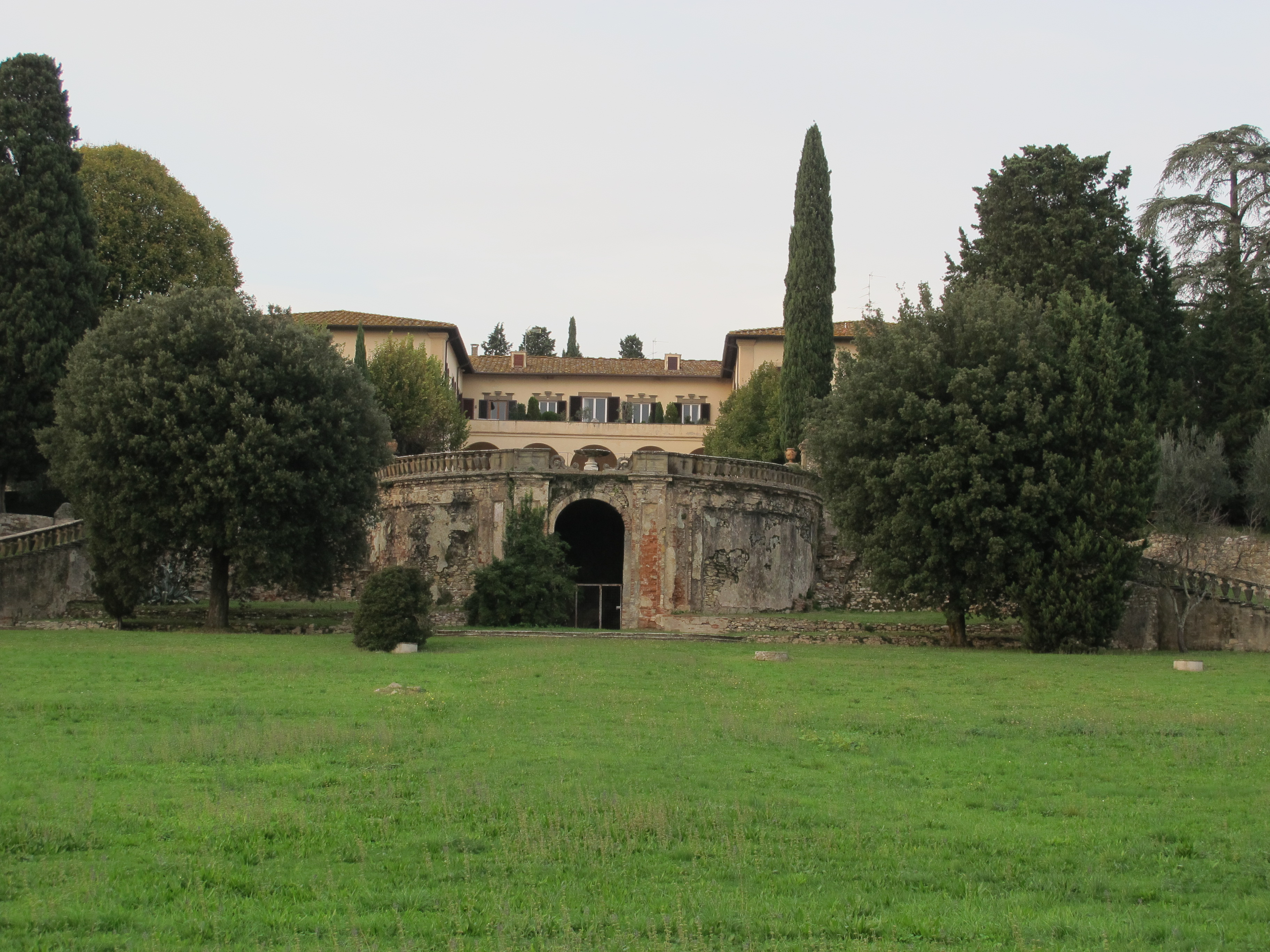
Резиденция принца. Вилла Лаппеджи. Фотография 2013 года

В августе 1639 года Маттиас прибыл во Флоренцию и вернулся к обязанностям правителя Сиены. Вскоре появились слухи о намерении принца поступить на службу к французузскому королю, которые, однако, не нашли подтверждения. В 1641 году он побывал в Милане, Генуе, Ферраре и Венеции. Во время этого путешествия Маттиас снова увлёкся театром. В феврале 1645 года по приглашению принца в Сиену прибыл композитор Франческо Сакрати, где в Академии слуг гармонии (лат. Accademia dei Febiarmonici) им была поставлена опера «Притворная сумасшедшая» на либретто Джулио Строцци.
В сентябре 1641 года римский папа Урбан VIII занял герцогство Кастро, проигнорировав претензии на феод со стороны Пармского герцогства. Действия понтифика привели к тому, что уже в следующем году против Папского государства был заключен союз между Великим герцогством Тосканским, Моденским герцогством и Венецианской республикой. Во главе тосканской армии был поставлен Маттиас. Боевые действия он начал летом 1643 года с вторжения в Умбрию. В июне им были заняты Читта-делла-Пьеве и Кастильоне-дель-Лаго. Осенью в сражениях при Монджовино, Радикофани и Питильяно армия римского папы была разгромлена. Война за Кастро закончилась победой союза итальянских государств.
В 1644 году великий герцог, в качестве награды, передал Маттиасу феод Монте-Сан-Савино и виллу Лаппеджи. Последняя, по заказу принца, была перестроена архитектором Антонио Марией Ферри и стала одной из резиденций Маттиаса. На вилле он давал балы-маскарады, приезжал сюда на охоту. Здесь принц хранил многочисленные произведения живописи. Особенно ему нравились картины с изображением сражений, натюрморты и картины на библейские сюжеты. Маттиас проявил себя и как меценат. Он покровительствовал живописцам Жаку Куртуа и Ливену Меусу, Юстусу Сустермансу и Бальдассаре Франческини , Рафаэлло Ванни и Рутилио Манетти, кастрату Атто Мелани. Принц коллекционировал не только картины, но и оригинальные вещи. Так, в его собрания входили двадцать семь ваз из слоновой кости, циферблаты и научные инструменты, природные диковины. Ныне его коллекции хранятся в Уффици. В мае 1647 года им был значительно расширен зал Генерального совета Сиены в Общественном дворце. Маттиас поддерживал деятельность оперного театра в городе. Участвовал в сиенских скачках.
В 1647 году снова появились слухи о намерении принца поступить на службу к французскому королю, которые снова не нашли подтверждения. В 1649 и 1656 годах Фердинанд II поручал ему командование народным ополчением, охранявшим границы великого герцогства во время второй войны за Кастро и эпидемии чумы. В последнем случае Маттиас также командовал всей тосканской армией.
В 1663 году он заявил о своём намерении стать кардиналом. В 1666 году у него обострились проблемы со здоровьем из-за подагры и артрита. В 1667 году желание принца принять церковный сан поддержали великий герцог Фердинанд II и римский папа Климентом IX. Однако, вскоре после этого, 11 октября 1667 года, Маттиас Медичи умер в Сиене. Он был похоронен в капелле Медичи в базилике Святого Лаврентия во Флоренции. Женат принц не был, потомства не оставил. В 1857 году при первой эксгумации останков Маттиаса Медичи в его могиле был обнаружен забальзамированный труп, одетый в платье и плащ мальтийского рыцаря из камлота и шёлка, чулки и туфли из бархата с лентами. В ногах у покойника лежала фетровая шляпа с широкими полями. На груди — золотая монета; с одной стороны на монете был изображён портрет римского папы Климента IX, с другой — Пасхальный Агнец с осеняющим его Святым Духом и стояла дата — 1667 год.

## В культуре
Сохранилось несколько прижизненных портретов Маттиаса Медичи, большая часть из которых принадлежит кисти Юстуса Сустерманса. В настоящее время полотна хранятся как в частных коллекциях, так и в собраниях музеев, например Национальной галереи искусства в Вашингтоне и Палатинской галереи во Флоренции.